# Раффенель, Клод Денис
Клод Дени Раффенель (фр. Claude Denis Raffenel, Юра 1797 — Афины 27 января 1827) — французский путешественник и историк начала XIX века. Участник Освободительной войны Греции.

## Биография
Раффенель родился в департаменте Юра в 1797 году. Совершил путешествия в Африку и Левант, где был прикреплён к одному из французских консульств. Основал в Смирне газету Spectateur oriental. По возвращении в Париж он присоединился к либералам и стал воспитателем маленького сына Лафайета.
Описания путешествий и последующие мемуары Раффенеля широко используются историками Греческой революции:В-182.
Начало Освободительной войны Греции в 1821 году застало Раффенеля служащим во французском консульстве в Смирне. Раффенель был свидетелем резни османами греческого населения города и получил информацию о последующей резне на близлежащем острове Хиос в апреле 1822 года. Судьбу Раффенеля решили события на острове Псара в июне 1824 года и участие в них французов.

## Холокост Псара
Остров Псара, один из оплотов революционного греческого флота, препятствовал господству осман на эгейском Архипелаге. «Псара был тем же, что и веками до того — скалой, но скалой, о которую разбивались все надежды тиранов», — писал псариот Никодимос, Константис. Эта точка на карте мешала также и левантийцам, создавая проблемы торговым морским коммуникациям. 12 декабря 1823 года европейские консулы в Смирне в письме старейшинам острова требовали прекращения досмотров и конфискаций судов в заливе Смирны, иначе «это повлечет возмездие крупнейших европейских сил».
Через несколько месяцев, французский корвет произвел замеры глубин у Псара и передал их туркам:В-418. 18 июня на остров прибыл французский голет «Amaranthe» с предложением от турок: «во избежание лишнего кровопролития, псариотам погрузиться на корабли и покинуть остров». Псариоты ответили французскому капитану Бежару, что «верные своей клятве, мы останемся здесь сражаться». 20 июня у Псара встали 253 кораблей. Многие из транспортов были без флагов, так соблюдался нейтралитет европейских держав. На борту флота было 15 тыс. солдат (Никодимос пишет, что их было 28 тыс.). Большинство лоцманов были европейцами, нанятые левантийцами Смирны.
Основные силы флота направились к заливу Каналос, там где раннее французский корвет провёл замеры глубин. Начался обстрел греческих позиций. Все попытки турок высадиться были отражены. Безуспешными были попытки турок высадиться и 21 июня.
Французский корвет «Isis» и голет «Amaranthe» наблюдали за боем с дистанции и, как писал Раффенель, «французские офицеры признавались, что они никогда до сих пор не видели столь страшной атаки и столь мужественной обороны». Турецкая атака захлебнулась. «Amaranthe» вошёл в гавань. Капитан предложил Парламенту Псара перебраться на его голет, под защиту французского флага. Цель филантропии была очевидна: сломить дух псариотов; предложение было отклонено — «скажите капитану, что конец сражения, каков бы ни был его исход, встретит нас здесь, на том же месте».
Турки и их советники, видя безрезультативность атак, дали команду транспортам выйти из линии. За клубами дыма они направились к северному побережью. Ведомые французским корветом и европейскими лоцманами, транспорты высадили турок у скалистого и по этой причине незащищённого северного берега.
Остров был обречён. Защитники пытались на временных позициях задержать турок и, прорывая блокаду османского флота, вывезти женщин и детей.
16 бригов и 7 брандеров смогли пробиться, но маленьким гребным судам это не удалось. Многие женщины с детьми и младенцами бросались в море, чтобы не попасть в руки турок, и тонули. Капитан французского корвета «Isis» насчитал «на расстоянии всего лишь 120 м 30 трупов женщин и детей».
На берегу, 150 бойцов, с которыми остались более 700 женщин и детей, защищались до последнего и взорвали себя 22 июня.
За военными действиями наблюдали с французских кораблей, и описание этого боя капитаном «Isis» de Villeneuve Bargemont было послано 6 июля, через французского консула в Смирне, Шатобриану, бывшим министром иностранных дел.
Как писал консул: «вершина скалы показалась на минуту подобной Везувию во время извержения ……мы видели женщин, что остались живыми, выбрасывающихся в обнимку с детьми на скалы и в море».
Из 6500 жителей Псара выжили 3614. Около 400 мужчин и 1500 женщин и детей были убиты, 1500 попали в рабство. Погибли также 12.000 беженцев с других греческих островов. нашедших в своё время убежище на Псара.
События охарактеризованы в греческой историографии как «Холокост Псара»:В-432.
Следует отметить, что 150 раненных псариотов, мужчин и женщин, обязаны своей жизнью капитану «Iris», который собрал их на свои шлюпки, не дав туркам добить их или обратить в рабство. Офицер de Villeneuve Bargement выполнил указание : Псара был разрушен (не случайно французский консул в Смирне David подарил свои золотые часы тому, кто принёс эту благую весть). Человек de Villeneuve Bargement спас 150 душ.
Раффенель был потрясён событиями и французским участием в них. Он подал в отставку и издал в 1825 году в Париже свою книгу Histoire des Grecs modernes depuis la prise de Constantinople par Mahomet II jusqu'à ce jour, в которой, как пишет греческий историк Д. Фотиадис, он упоминает «много горьких правд» о участии своих соотечественников в разрушении Псара:В-423.

## Афинский Акрополь
Но этого Раффенелю было недостаточно. Он присоединился к филэллинам и отправился в сражающуюся Грецию.
Здесь он примкнул к французскому полковнику Фавье, который командовал регулярным полком революционной греческой армии.
К августу 1826 года повстанцы удерживали в Средней Греции только скалу Афинского Акрополя. Гарнизоном Акрополя командовали Гурас и Макрияннис:Г-283.
Военачальник Караискакис предпринял поход по освобождению Средней Греции.
Но после того как в начале октября погиб Гурас, Караискакис убедил командира Криезиотиса совершить прорыв к Акрополю.
11 октября Криезиотис и 400 бойцов, у каждого из которых в мешке было по 0,3 кг пороха и другие припасы, совершили свой героический прорыв.
Турки продолжали осаду. Принесенные Криезиотисом припасы вскоре закончились.
Тем временем к Афинам подошёл регулярный полк Фавье. Караискакис убедил Фавье повторить подвиг Криезиотиса.
29 ноября Фавье, во главе 500 бойцов, несущих на себе припасы осаждённым, также прорвался к Акрополю. Среди его бойцов было 40 иностранцев филэллинов, в числе которых был Клод Раффенель:Г-318.
Здесь, защищая Афинский Акрополь, Клод Денис Раффенель был убит турецкой пулей 27 января 1827 года.

## Работы
- Histoire des événements de la Grèce, depuis les premiers troubles jusqu'à ce jour, avec des notes critiques et topographiques sur le Péloponnèse et la Turquie et suivie d’une notice sur Constantinople (1822) Texte en ligne
- Histoire des Grecs modernes depuis la prise de Constantinople par Mahomet II jusqu'à ce jour (1825) Texte en ligne
- Résumé de l’histoire de la Perse depuis l’origine de l’Empire des Perses jusqu'à ce jour (1825)
- Résumé de l’histoire du Bas-Empire (1826)